# Sanctuary
„Sanctuary“ е вторият сингъл на британската хевиметъл група Айрън Мейдън. Излиза на 23 май 1980 г. Песента е включена в американското издание на дебютния албум, но не и в европейското. През 1998 г., когато албумът е преиздаден, тя е включена и в европейското издание.
Обложката показва талисмана на групата, Еди, който току-що е убил Маргарет Тачър (премиер на Великобритания в периода 4 май 1979 – 28 ноември 1990). Въпреки че е замислена като игра с „Желязната лейди“ обложката разбунва за кратко духовете на острова.
Първото соло се изпълнява от Деис Стратън, а второто от Дейв Мъри.

## Състав
- Пол Ди'Ано – вокал
- Дейв Мъри – китара
- Денис Стратън – китара, беквокали
- Стив Харис – бас, беквокали
- Клиф Бър – барабани

|  | Тази страница частично или изцяло представлява превод на страницата Sanctuary (Iron Maiden song) в Уикипедия на английски. Оригиналният текст, както и този превод, са защитени от Лиценза „Криейтив Комънс – Признание – Споделяне на споделеното“, а за съдържание, създадено преди юни 2009 година – от Лиценза за свободна документация на ГНУ. Прегледайте историята на редакциите на оригиналната страница, както и на преводната страница, за да видите списъка на съавторите. ВАЖНО: Този шаблон се отнася единствено до авторските права върху съдържанието на статията. Добавянето му не отменя изискването да се посочват конкретни източници на твърденията, които да бъдат благонадеждни. |